# مأتم بن رجب
مأتم بن رجب هو أقدم مأتم شيعي في المنامة، ويقع في منطقة فريق الحطب القريبة من باب البحرين، ويعود تأسيسه لعائلة بن رجب الذين قدموا من البلاد القديم في العام 1783، وكعادة العوائل البحرينية آنذاك حينما كانت تنتقل من منطقة إلى أخرى تبني لها مأتم يحمل اسم العائلة ويديرها أفراد العائلة بأنفسهم.
زار محافظ العاصمة الشيخ حمود بن عبدالله آل خليفة المأتم عام 2004.
في 2023، صرح مسؤول المأتم فيصل بن رجب، أن المأتم وغيره من المآتم، يحظون بدعم ملك البحرين، وأنه يرفض استقطاب رواديد شيعة من الخارج.